# دهستان سیریز
سیریز نام دهستانی در بخش یزدان‌آباد شهرستان زرند، استان کرمان در ایران است. براساس سرشماری مرکز آمار ایران در سال ۱۳۸۵، جمعیت آن ۴۷۹۲ نفر (۱۱۶۷ خانوار) بوده است.